# Nuestra Señora de las Mercedes
Nuestra Señora de las Mercedes (Nossa Senhora da Misericórdia em português) foi uma fragata da Marinha espanhola que foi afundada pelos britânicos na costa sul de Portugal em 5 de outubro de 1804 durante a Batalha do Cabo de Santa Maria.

## Naufrágio
Na época da ação naval, a Espanha e a Inglaterra estavam em paz uma com a outra. A fragata espanhola fazia parte de uma pequena flotilha que navegava de Montevidéu (Uruguai) a Cádiz (Andaluzia, Espanha), transportando prata, ouro, vicunha, canela e quinua. Os outros navios da flotilha eram Medea, Santa Clara e Fama.
A flotilha foi interceptada por uma força-tarefa da Marinha britânica, comandada por Graham Moore a bordo do HMS Indefatigable, e recebeu ordens de mudar o curso e seguir para um porto britânico para inspeção. O comandante espanhol, brigadeiro José de Bustamante y Guerra (1759–1825) objetou que as duas nações estavam em paz, declarou que não cumpririam a ordem e ordenou que seus homens seguissem para seus postos de batalha, apesar de estarem em menor número e armas. Um único tiro do HMS Amphion, comandado por Samuel Sutton, atingiu o carregador do navio, causando uma explosão que o afundou.
250 tripulantes espanhóis foram perdidos e 51 sobreviventes foram resgatados do mar e feitos prisioneiros. Os outros três navios foram internados na Grã-Bretanha.

## Resgate
Em 2007, a empresa Odyssey Marine Exploration relatou ter encontrado, em um local não revelado, um naufrágio muito rico de codinome "Black Swan". A Odyssey recuperou quase 500.000 moedas de prata e ouro dos destroços e as transportou para os Estados Unidos. Pesquisadores espanhóis rapidamente identificaram o navio encontrado pela Odyssey como o Nuestra Señora de las Mercedes e o governo espanhol iniciou uma batalha legal para impedir o que considerou um ato de saque ilegal.
A localização aproximada do Nuestra Señora de las Mercedes ao largo do Cabo de Santa Maria, na costa sul da Península Ibérica

A localização aproximada de Nuestra Señora de las Mercedes ao largo do Cabo de Santa Maria, na costa sul da Península Ibérica

O Peru tentou reivindicar o tesouro como sendo originalmente saqueado pelos espanhóis. No entanto, um processo judicial decidiu que o governo espanhol era o legítimo sucessor dos interesses porque, no momento do naufrágio, o Peru era considerado uma colônia espanhola e não uma entidade jurídica separada, portanto, não tinha legitimidade para ter direito aos rendimentos do processo.
Um tribunal federal dos EUA e um painel do Tribunal de Apelações dos Estados Unidos para o Décimo Primeiro Circuito sustentaram a reivindicação espanhola sobre o conteúdo do navio; A Espanha assumiu o controle do tesouro em fevereiro de 2012. Um número muito pequeno de moedas e efeitos recuperados do navio foram depositados em Gibraltar, porque mostraram sinais claros coerentes com uma explosão interna no navio e, assim, confirmaram as reivindicações espanholas de que o naufrágio era de Nuestra Señora de las Mercedes. Eles não foram devolvidos à Espanha até 2013, quando um tribunal finalmente ordenou que a Odyssey Marine devolvesse as peças perdidas.
Em 2 de dezembro de 2012, a carga de 17 toneladas de moedas de ouro e prata recuperadas do naufrágio foi depositada no Museu Nacional de Arqueologia Subaquática de Cartagena.